# Афинская полития (Псевдо-Ксенофонт)
«Афинская полития» (др.-греч. Ἀθηναίων πολιτεία) — небольшой памфлет об афинском государственном устройстве, приписанный в древности к корпусу малых сочинений Ксенофонта, один из двух дошедших от Античности текстов с таким названием (помимо аристотелевской «Афинской политии»).

## Общая политическая направленность трактата
Некоторые современные авторы пытаются увидеть в памфлете апологию демократии. Более распространенное мнение сводится, однако, к тому, что в каждой строке этого сочинения сквозит злой сарказм в отношении афинского демоса и его политического влияния. Согласно этой точке зрения, «Афинская полития» Псевдо-Ксенофонта представляет собой хорошо продуманную и злую сатиру на афинское демократическое устройство. Демократия — это такой порядок, по мнению автора, при котором хорошо живется дурным гражданам, а не хорошим и добрым. Режим этот заслуживает всяческого осуждения, но при этом он необычайно эффективен: автор устанавливает тесную связь между морским могуществом Афин, их господством над союзниками и демократией. Из этого делается пессимистический вывод, что демократию невозможно уничтожить.

Кто, не принадлежа к народу, предпочитает жить в демократическом, а не в олигархическом государстве, тот просто задается каким-нибудь преступным намерением и видит, что мошеннику скорее можно остаться незамеченным в демократическом государстве, чем в олигархическом.
— Псевдо-Ксенофонт. Афинская полития, 2. 20, пер. С. И. Радцига

## Датировка
Автор политии заявляет, что длительные сухопутные военные экспедиции против морских держав маловероятны, поскольку воинов очень трудно обеспечивать продовольствием (подразумевается, что у того, кто господствует на море, с этим проблем меньше). Так как дальний поход на север, предпринятый спартанцами во главе с Брасидом, состоялся в 424 г. до н. э., трактат вряд ли был написан ранее этой даты. Кроме того, в трактате сделан акцент на военных успехах демократии; при перечислении функций Совета 500 автор прежде всего говорит опять же о военной сфере. Из этого делается вывод, что сочинение писалось в военное время. Если это — Пелопоннесская война, то приблизительное время написания «Афинской политии» — 431—424 гг. до н. э. Большинство современных исследователей соглашаются с этим, хотя, с одной стороны, высказывалось мнение о возможности отнесения сочинения к 450-м — 460-м гг. до н. э., а, с другой стороны, предпринимались и попытки понизить хронологию и отнести время составления трактата к IV в. до н. э.
Если верна общепринятая датировка (431—424 гг. до н. э.), тогда получается, что перед нами самый ранний сохранившийся образец литературной прозы на аттическом диалекте, а также самый первый вариант литературной критики афинской демократии.

## Авторство. «Старый Олигарх»
Ряд аргументов не позволяют согласиться с мнением древних, которые включали эту «Афинскую политию» в корпус малых сочинений Ксенофонта (сомнения в авторстве Ксенофонта были уже в древности, о чём свидетельствуют слова Диогена Лаэртского, кн. II, 57). Прежде всего, эта «Афинская полития» по своему характеру и стилю резко расходится со всеми сочинениями Ксенофонта, который был способен к юмору, но при этом ни в одном из своих произведений не проявил никакого сатирического таланта, и было бы странно, если бы он создал один-единственный памфлет, целиком написанный в этом жанре. Кроме того, стиль «Афинской политии» нарочито небрежный, необработанный, язык грубоватый, он сильно отличается от языка Ксенофонта, которого называли «аттической пчелой». Наконец, наиболее вероятная дата рождения Ксенофонта (около 430 г. до н. э.) служит ещё одним доводом против атрибуции ему нашего трактата — в противном случае получается, что он должен был бы написать его примерно в возрасте пяти лет (см. раздел «Датировка»).
В современной исследовательской литературе закрепилась традиция именовать анонимного автора этой «Афинской политии» «Старым Олигархом». Это условное обозначение выбрано из-за политических взглядов автора, сарказм которого в отношении демократии очевиден (вопреки малоубедительной попытке представить его искренним сторонником демократии).

## Публикации
- Die pseudoxenophontische ΑΘΗΝΑΙΩΝ ΠΟΛΙΤΕΙΑ. Einleitung, Ubersetzung, Erklarung von E. Kalinka, Leipzig—Berlin: Teubner, 1913.
- Xenophon. Atheniensium respublica [spuria] // Xenophontis opera omnia. Ed. E. C. Marchant. Oxford: Clarendon Press, 1920 (repr. 1969). Vol. 5.

## Переводы
- Афинское государство // Сочинения Ксенофонта в пяти выпусках. Перевод Г. А. Янчевецкого. Киев, 1880. Вып. V. Мелкие статьи. С. 64 слл.
- Псевдо-Ксенофонт. Афинская полития. Пер. А. А. Захарова // Сборник Харьковского историко-филологического общества в честь проф. В. П. Бузескула. Типография «Печатное дело». Харьков, т. XX, 1914.
- [Ксенофонт]. Афинская полития. Пер. С. И. Радцига // Аристотель. Афинская полития. М.: Соцэкгиз, 1937. С. 222—235.
  - (то же, переиздание:) Аристотель. Афинская полития. Государственное устройство афинян. М.: Изд. «Флинта», 2007. ISBN 978-5-89349-838-7 С. 201—214, примеч. 226—233.
  - (то же, переиздание:) Афинская демократия в свидетельствах современников. М., 1996.
- On the Athenian Government, translated by J. S. Watson // Xenophon’s Minor Works Literally Translated from the Greek with Notes and Illustration by J. S. Watson. London: G. Bell and Sons, LTD, 1914.
- Pseudo-Xenophon, translated by E. G. Marchant // Xenophon. Xenophon in Seven Volumes. E. C. Marchant. Harvard University Press, Cambridge, MA; William Heinemann, Ltd., London., 1984. Vol. 7.
- The Old Oligarch: Pseudo-Xenophon’s Constitution of the Athenians. LACTOR 2. Second Edition. Introduction, Translation and Commentary by R. Osborne. London: The London Association of Classical Teachers, 2004. Pp. 29. ISBN 0-903625-31-8. (См. также рецензию на это издание: Bryn Mawr Classical Review 2005.07.79).
- The Old Oligarch: The Constitution of the Athenians Attributed to Xenophon. Transl. by J. L. Marr, P. J. Rhodes. Aris & Phillips Classical Texts. Oxford, 2008. Pp. 178. ISBN 9780856687815. (См. также рецензию на это издание: Bryn Mawr Classical Review 2009.04.05).